# Inname van Aalst (1582)
De Inname van Aalst (1582) was een inname van de stad Aalst in het Land van Aalst, door staatsen onder leiding van Olivier van den Tempel in de nacht van 23 april dat jaar. De stad werd succesvol ingenomen met een list.

## Aanloop
Zes jaar eerder was de stad met de plundering van Aalst maandenlang bezet geweest door een groep muitende Spaanse soldaten. De stad werd vanaf die dag blootgesteld aan alle gruwelen van plundering , moord en vrouwenschennis. Aalst werd als hoofdkwartier gebruikt door de muiters tot 2 november. Daarna trokken de muiters naar Antwerpen en namen deel aan de Spaanse furie waar een bloedbad werd aangericht onder de burgers. Het dieptepunt zou uiteindelijk een aanzet vormen voor de Pacificatie van Gent. De muiters kregen amnestie, Vlaanderen trad toe tot de Unie van Utrecht (1579), al snel werd door de koning besloten dat afvallige steden heroverd moesten worden.
(zie: Parma's negen jaren)

## Beleg
Terwijl Parma voor Oudenaarde lag, kwamen de heer van Tyant Robbert van Merode gouverneur van Nienhove en Olivier van den Tempel gouverneur van Brussel, kolonel De la Garde 's nachts om 2 uur voor Aalst met drie vendels voetvolk en een compagnie ruiters. Ze vuurden met twee kanonnen op de zwakke kant van de stad. De hele bezetting van de stad stormde naar die kant en verdedigden die zwakke kant, terwijl Van den Tempel aan de sterke kant een deel van zijn mannen op die plek de muren liet beklimmen.
Ze moesten daarbij eerst tot op borsthoogte door de gracht waden. Met in de linkerarm een musket en de rechterarm een rapier. Op de hoed een kruitfles met de brandende lont in de mond. De eerste soldaat genaamd Koning die boven was gekomen werd neergeschoten. Enkele mannen waren op deze wijze succesvol binnen geraakt en wisten de schildwacht te doden, sloegen vervolgens op trommels om verwarring te veroorzaken. Een groep van tweehonderd mannen was op deze wijze met drie stormladders de muren opgeklommen. Ze liepen naar een groot plein, waar zij nog enkele keren werden teruggedreven door de bezetting. Er ontstond een hevig stadsgevecht waarbij vele regeringssoldaten omkwamen. Even was het moreel zo slecht onder de aanvaller dat zij wilden opgeven. Na opwekkende woorden kregen zij de moed er weer in en wisten enkele mannen de Brusselsepoort te openen en de ophaalbrug te laten zakken. Zo kon het Staatse leger binnen geraken, ruiters en de rest van het voetvolk kwam via de geopende poort binnen. De bezetters ongeveer honderd man trokken zich nu terug op het stadhuis en de markt. De rest was de stad al ontvlucht, enkelen daarvan vielen alsnog in handen van de Staatsen die zich nog buiten de stad bevonden.

## Nasleep
De inname had de staatsen vijfentwintig levens gekost, waaronder de vaandeldrager en eerder genoemde "Koning". Aan Spaanse kant werden honderd gevangengenomen. Er vielen tweehonderd doden onder burgers en militairen, waaronder zestien of zeventien geestelijken. De geestelijken kwamen bij de hoofdkerk om het leven. Er viel niets te plunderen, de oogst was twee weken eerder binnengehaald en naar andere plaatsen afgevoerd. Onder de gevangenen was gouverneur de heer van Mouchron, en vier kapiteins. De verdreven bezetting van Aalst nam de volgende dag het Kasteel van Gaasbeek in, ter compensatie van het verlies op Aalst. Onder valse voorwendselen, dat ze hun behaalde buit daar wilden bergen, werden de poorten geopend. De abt van Nienhove, Pieter van Aloys werd op 10 mei later gevangengenomen op de markt door een Brussels soldaat, Paulus Karlier, voor hem werd meer dan vierduizend hulden losgeld betaald. De Heer van Tyant werd ingesteld als nieuwe gouverneur van Aalst. Lang zal hij niet plezier beleven aan deze functie, op 3 november 1583 zou Aalst weer ingenomen worden door de Spanjaarden.